# Dixon (California)
Dixon è un comune statunitense dello stato  della California, contea di Solano.